# Pedro Roiz
Pedro Roiz fue un clérigo valenciano de mediados del siglo XVI dedicado al cultivo de las matemáticas, astronomía y gnomónica. Su obra más conocida (no se sabe si la única) es el "Libro de los Relojes Solares" publicada en 1575 y que se considera una de las primeras obras de gnomónica publicadas en castellano.
El libro publicado en 125 páginas no aporta un nuevo conocimiento a la ciencia de la gnomónica, se trata de un libro de divulgación, no obstante cabe destacar el estilo pulcro y detallado con el que menciona e ilustra el diseño y la construcción de relojes solares de todos los tipos.
Poco se sabe de su vida, con excepción de lo que se menciona en su única obra, fue cura de la parroquia de San Valero y desempeñó el cargo de catedrático de Matemáticas y después canónigo de la Catedral Metropolitana. Parece que fue discípulo del erudito Jerónimo Muñoz.

## Obra
- Libro de los Relojes Solares,1575, Valencia. Libro dedicado a Juan de Borja.

- Datos: Q6070023